# Мова і суспільство
«Мова і суспільство» — перший в Україні щорічний соціолінгвістичний збірник, який виходить у  Львівському національному університеті імені Івана Франка.
Періодичність – один випуск на рік.
Публікує статті українською та англійською мовами, присвячені розвитку теорії та методології соціолінгвістики, її зв’язку з іншими науками, історії соціолінгвістики та історичній соціолінгвістиці, питанням мовної політики та мовного законодавства, соціальній диференціації мови, соціальним проблемам тексту та комунікації, а також огляди та рецензії.
Головний редактор – доктор філологічних наук, професор Галина Мацюк .
У складі редколегії – дослідники з України та 4-х країн Європи.

## Редколегія
Головний редактор – Г. П. Мацюк, д-р філол. наук, проф.
Заступник редактора – Н. М. Захлюпана, канд. філол. наук, доц.
Відповідальний секретар редколегії – Ю. М. Дзябко, асист.	

### Члени редколегії
- Б. М. Ажнюк, д-р філол. наук, проф. (Інститут мовознавства ім. О.О. Потебні НАН України, м. Київ);
- Ф. С. Бацевич, д-р філол. наук, проф.;
- Ю. Бестерс-Дільґер, д-р, проф. (Фрайбурзький університет імені Альберта-Людвіга, Німеччина);
- Л. П. Васильєва, д-р філол. наук, проф.;
- П. Ю. Гриценко, д-р філол. наук, проф. (Інститут української мови НАН України, м. Київ);
- І. А. Єременко, канд. філол. наук, доц.;
- А. П. Загнітко, д-р філол. наук, проф., чл.-кор. НАН України (Український мовно-інформаційний фонд НАН України);
- Р. П. Зорівчак, д-р філол. наук, проф.;
- І. М. Кочан, д-р філол. наук, проф.;
- А. М. Кравчук, канд. філол. наук, доц.;
- Н. В. Лобур, канд. філол. наук, доц.;
- Л. Т. Масенко, д-р філол. наук, проф. (Національний університет «Києво-Могилянська академія», м. Київ);
- І. Митнік, д-р габ. (Варшавський університет, Польща);
- А. Й. Паславська, д-р філол. наук, проф.;
- Р. С. Помірко, д-р філол. наук, проф.;
- А. Ю. Пономаренко, канд. філол. наук (Інститут української мови НАН України, м. Київ);
- С. О. Соколова, д-р філол. наук, проф. (Інститут української мови НАН України, м. Київ);
- А. Стаменова, д-р (Софійський університет ім. Св. Климентія Охридського, Болгарія);
- О. О. Тараненко, д-р філол. наук, проф. (Інститут мовознавства ім. О.О. Потебні НАН України, м. Київ);
- З. М. Терлак, канд. філол. наук, доц.;
- О. Б. Ткаченко, д-р філол. наук, проф., чл.-кор. НАН України (Інститут мовознавства ім. О.О. Потебні НАН України, м. Київ);
- В. М. Труб, д-р філол. наук, проф. (Інститут української мови НАН України, м. Київ);
- Т. Фудерер, д-р (Загребський університет, Хорватія).

## Історія
Збірник засновано 2010 року у зв’язку з публікацією  досліджень учасників першого в Україні щорічного соціолінгвістичного семінару науковців, який розпочав свою роботу у 2004 році на філологічному факультеті Львівського національного університету імені Івана Франка.
Збірник «Мова і суспільство» утверджує свою репутацію як видання, відкрите для представників всіх напрямів соціолінгвістики і дисциплін соціолінгвістичного циклу,  а також  видання, яке ілюструє зв’язок соціолінгвістики з іншими науками, зокрема із соціологією,  правом, національною безпекою  тощо.
Збірник відображає рівень сучасних соціолінгвістичних досліджень. На його сторінках розпочався діалог із дослідниками інших країн, наприклад, науковцями Австрії, Болгарії, Великої Британії, Німеччини, Польщі, Хорватії.
Проблематика публікацій ілюструє  розвиток  соціолінгвістики в Україні, молодого напряму наукових досліджень та навчальної дисципліни. 
Друком вийшли: 
- Вип. 1. 2010
- Вип. 2. 2011
- Вип. 3. 2012
- Вип. 4. 2013
- Вип. 5. 2014
- Вип. 6. 2015

## Про збірник
- Масенко  Л.Т. Нове періодичне видання з соціолінгівстики. «Мова і  суспільство». –Львівський національний університет імені Івана Франка. – 2010. – Вип. 1. – 234с.; – 2011. Вип 2. – 2011. – 174 с. // Українська мова. – 2011.

- Шумарова Н. П. Социолингвистика  в Украине: постсоветский период // Языкознание.  –2012. –  №6. – С.133–138.